# Beaulieu-lès-Loches
Beaulieu-lès-Loches là một xã thuộc tỉnh Indre-et-Loire trong vùng Centre-Val de Loire ở miền trung nước Pháp.